# Front Lines (Hell on Earth)
Front Lines (Hell on Earth) – pierwszy oficjalny singiel amerykańskiego zespołu hip-hopowego Mobb Deep promujący album Hell on Earth z roku 1996. 

## Lista utworów
1. "Front Lines (Hell on Earth)" [LP Version] — (4:36)
2. "Front Lines (Hell on Earth)" [Instrumental] — (4:36)

## Notowania
| Notowanie (1996)                             | Najwyższa pozycja |
| -------------------------------------------- | ----------------- |
| Billboard Hot R&B Singles                    | 57                |
| Billboard Hot Rap Tracks                     | 13                |
| Billboard Hot Dance Music/Maxi-Singles Sales | 4                 |